# 今関靖夫
今関 靖夫（いまぜき やすお、1894年（明治27年）11月24日 - 1990年（平成2年）9月24日）は、大日本帝国陸軍軍人。最終階級は陸軍少将。

## 経歴
1894年（明治27年）に千葉県で生まれた。陸軍士官学校第28期卒業。1939年（昭和14年）2月22日に第3独立守備隊参謀（関東軍）に就任し、同年6月23日に独立混成第5旅団参謀（第12軍）に転じて日中戦争に出動した。1940年（昭和15年）8月1日に陸軍歩兵大佐に進級し、12月2日に歩兵第22連隊長（関東軍・第5軍・第24師団・第24歩兵団）に就任し、1941年（昭和16年）10月に第4師団司令部附となり、大阪帝国大学に配属された。
1943年（昭和18年）8月に支那派遣軍高級副官となり、1945年（昭和20年）2月20日に歩兵第61旅団長（支那派遣軍・第6軍・第70師団）に着任し、6月10日に陸軍少将に進級。嘉興で守備に就く中で終戦を迎えた。
1947年（昭和22年）11月28日、公職追放仮指定を受けた。